# George Robert Carruthers
Pour les articles homonymes, voir Carruthers.
George Robert Carruthers, né le 1er octobre 1939 et mort le 26 décembre 2020, est un inventeur, physicien et scientifique spatial afro-américain. Il a vécu surtout à Washington, DC.

## Biographie

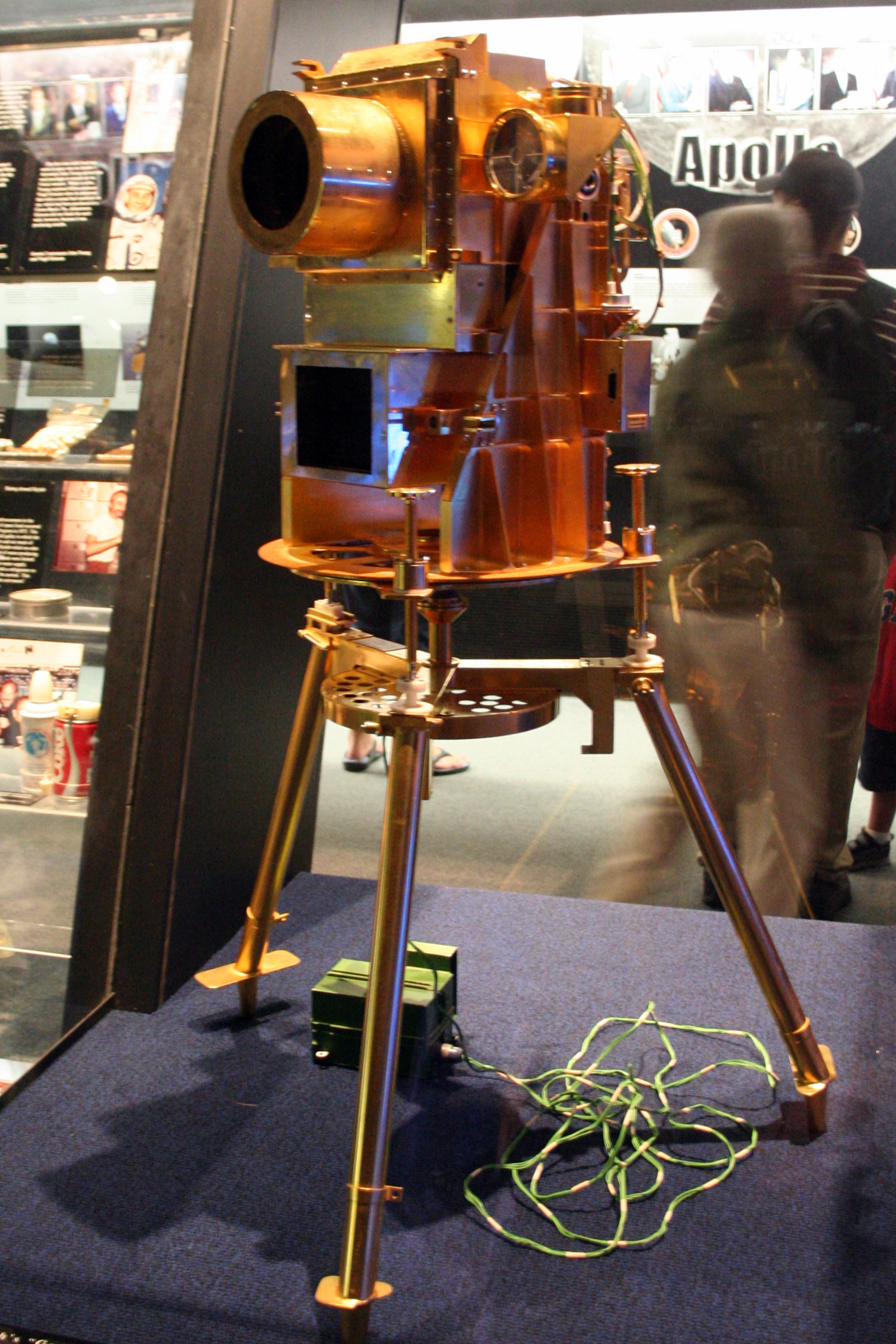
Télescope développé par George Carruthers, au National Air and Space Museum

En 1970, il met en évidence l'hydrogène moléculaire dans le milieu interstellaire par son absorption dans le domaine ultraviolet.

## Distinctions
- Arthur S. Flemming Award (Washington Jaycees), 1970
- Exceptional Achievement Scientific Award Medal NASA 1972
- Warner Prize of the American Astronomical Society
- National Science Foundation Fellow
- Honorary Doctor of Engineering, Michigan Technological University
- National Medal of Technology and Innovation, 2012